# ジェファーソン郡 (テキサス州)
ジェファーソン郡（英: Jefferson County）は、アメリカ合衆国テキサス州の東部に位置する郡である。人口は25万6525人（2020年）。郡庁所在地はボーモントであり、同郡で人口最大の都市である。郡名は第3代アメリカ合衆国大統領のトーマス・ジェファーソンにちなんで名付けられた。
ジェファーソン郡はボーモント・ポートアーサー都市圏に属している。

## 地理
アメリカ合衆国国勢調査局に拠れば、郡域全面積は1,111平方マイル (2,877 km2)であり、このうち陸地904平方マイル (2,341 km2)、水域は208平方マイル (539 km2)で水域率は18.69%である。
ジェファーソン郡は州南東部メキシコ湾岸の平原に位置している。北はパインアイランド・バイユー、北東はネチェス川、東はサビーン湖とサビーン・パスと呼ばれる自然の排水口およびサビーン川河口に仕切られている。南側は大半が湿地であり、その大半はシーリム州立公園に含まれ、さらにその先は暴風の通り道メキシコ湾岸である。

### 主要高規格道路
- 州間高速道路10号線
- アメリカ国道69号線/アメリカ国道96号線/アメリカ国道287号線
- テキサス州道73号線
- テキサス州道82号線
- テキサス州道87号線
- テキサス州道105号線
- テキサス州道124号線
- テキサス州道326号線
- テキサス州道347号線

### 隣接する郡
- ハーディン郡 - 北
- オレンジ郡 - 北東
- チェンバーズ郡 - 南西
- リバティー郡 - 北西
- キャメロン郡 (ルイジアナ州) - 東

### 国立保護地域
- ビッグシケット国立保護区（部分）
- マクファディン国立野生生物保護区
- テキサスポイント国立野生生物保護区

## 人口動態
以下は2000年国勢調査による人口統計データである。
| 基礎データ - 人口: 252,051人 - 世帯数: 92,880 世帯 - 家族数: 63,808 家族 - 人口密度: 108人/km2（279人/mi2） - 住居数: 102,080軒 - 住居密度: 44軒/km2（113軒/mi2） 人種別人口構成 - 白人: 57.24% - アフリカン・アメリカン: 33.74% - ネイティブ・アメリカン: 0.34% - アジア人: 2.89% - 太平洋諸島系: 0.03% - その他の人種: 4.26% - 混血: 1.50% - ヒスパニック・ラテン系: 10.53% 祖先による人口構成 - アメリカ人: 8.3% - フランス系: 7.2% - ドイツ系: 6.2% - イギリス系: 5.8% - アイルランド系: 5.3% 年齢別人口構成 - 18歳未満: 25.9% - 18-24歳: 10.0% - 25-44歳: 29.3% - 45-64歳: 21.1% - 65歳以上: 13.6% - 年齢の中央値: 35歳 - 性比（女性100人あたり男性の人口） - 総人口: 101.1 - 18歳以上: 100.2 | 世帯と家族（対世帯数） - 18歳未満の子供がいる: 33.0% - 結婚・同居している夫婦: 48.4% - 未婚・離婚・死別女性が世帯主: 16.2% - 非家族世帯: 31.3% - 単身世帯: 27.3% - 65歳以上の老人1人暮らし: 11.0% - 平均構成人数 - 世帯: 2.55人 - 家族: 3.12人 収入と家計 - 収入の中央値 - 世帯: 34,706米ドル - 家族: 42,290米ドル - 性別 - 男性: 36,719米ドル - 女性: 23,924米ドル - 人口1人あたり収入: 17,571米ドル - 貧困線以下 - 対人口: 17.4% - 対家族数: 14.6% - 18歳未満: 24.6% - 65歳以上: 11.8% |

## 2004年と2008年の選挙
ジェファーソン郡は州内でも民主党の勢力が強い郡である。1972年以降の大統領選挙では毎回民主党候補者を支持してきた。
2004年の大統領選挙では、ジョン・ケリー上院議員を支持した郡として州内254郡中では18郡のみだったが、その1つだった。ケリーの得票数は47,050票、対するジョージ・W・ブッシュは 44,412票だった。2008年の大統領選挙では、バラク・オバマが44,854票（51%）、ジョン・マケインが42,877票（48%）だった。

## 政府の機関

### 州の機関
テキサス州刑事司法省の州立拘置所であるギスト刑務所、スタイルズ刑務所、および釈放前施設のレブランク刑務所が郡内の未編入領域にある。
更にテキサス州青年委員会が、未編入領域でアル・プライス州立少年矯正施設を運営していた。青年委員会はこの施設を2011年8月31日に閉鎖した。

### 連邦政府の機関
アメリカ合衆国刑務所局が郡内未編入領域でボーモント連邦矯正施設を運営している。

## 経済
1988年4月に操業したコンケスト航空が、郡内未編入領域にある南東テキサス地域空港内に本社を置いていた。コンケスト航空は1990年初めにその本社をオースティンに移転させる計画を立てていた。1989年、コンケスト航空はその本社と78人の従業員、6機の期待をオースティンに移転させた。

## 都市と町

### ボーモント市
- 郡庁所在地
ボーモントは人口118,296（2010年）と、郡内最大かつ最古の都市である。スピンドルトップ、ジェファーソン劇場、ジュリー・ロジャーズ劇場、サンジャシント・ビルなど歴史的な施設が多くある。中心街は国定歴史地区に指定されている。他にもクロケット通り娯楽街、南西テキサス美術館、ボーモント植物園、エジソン・プラザなどがある。ラマー大学が市内にあり、学生数14,384人と郡内最大の教育機関である。毎年南テキサス州祭、ドッグ・ジャム、ボーモント・ジャズとブルースの祭、ブームタウン映画と音楽の祭を開催している。

### ポートアーサー市
ポートアーサーは人口53,818人で、郡内第二位の都市である。

### その他の都市
- ベビルオークス
- チャイナ
- グローブズ、人口16,144人
- ニーダーランド、人口17,547人
- ノーム
- ポートネチェス、人口13,040人
- テイラーランディング

### 国勢調査指定地域
- セントラルガーデンズ

### 未編入の町
- ボザールガーデンズ
- ダウリング
- ファネット
- ハムシャー
- ラベル
- ビターボ

## 教育
ジェファーソン郡は郡内未編入領域でジェファーソン郡図書館を運営している。